# Oberkäseren

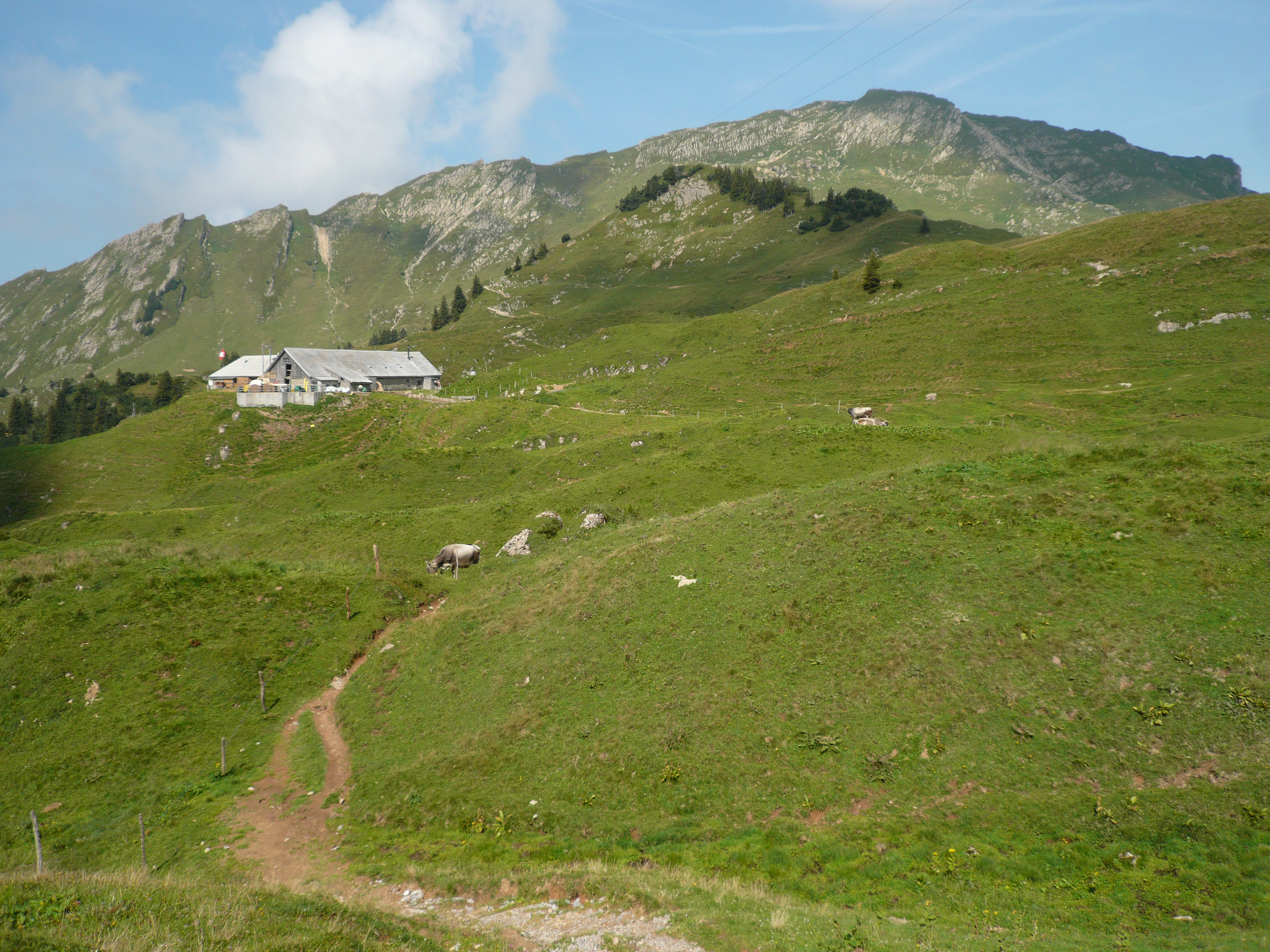
Die Alp Oberchäseren vor dem Speer

Die Alp Oberkäseren, auch Oberchäseren oder Oberkäsern geschrieben, im Dialekt eigentlich Oberchäsere, ist eine Alp auf 1651 m ü. M. Höhe südlich unterhalb des Berges Speer im Schweizer Kanton St. Gallen. Hier wird auch eine Gastwirtschaft betrieben.
Koordinaten: 47° 10′ 40,4″ N, 9° 7′ 44″ O; CH1903: 728120 / 226595